# Pirckheimer-Gymnasium Nürnberg
Das Pirckheimer-Gymnasium ist ein naturwissenschaftlich-technologisches und sprachliches Gymnasium in Nürnberg.

## Geschichte
Durch Siedlungsverdichtung und zahlreiche Neubauten wurde in der zweiten Hälfte der 1960er Jahre der Beschluss gefasst, ein neues Gymnasium im Süden der Stadt zu errichten. Das neue Gymnasium sollte insbesondere die bisherigen vier mathematisch-naturwissenschaftlichen Gymnasien Dürer-Gymnasium, Hans-Sachs-Gymnasium, Martin-Behaim-Gymnasium und Sigena-Gymnasium entlasten.
Da die Stadt nach dem Schulfinanzierungsgesetz dazu verpflichtet war, die erforderlichen Räumlichkeiten für ein neues staatliches Gymnasium zu organisieren, wurde dem Freistaat Bayern mit Beschluss des Schul- und Kulturausschusses vom 23. Februar 1968 das Schulgebäude Gibitzenhofstraße 151 im Stadtteil Gibitzenhof zur Verfügung gestellt und ein Endausbau der neuen Schule mit bis zu 28 Klassen bis zum Schuljahr 1976/77 forciert.
Am 1. August 1968 wurde das Gymnasium mit dem Zusatz „(im Aufbau)“ eröffnet und mit Beginn des Schuljahres 1968/69 wurden die ersten drei 5. Klassen mit 114 Schülerinnen und Schülern unter der Leitung des Gymnasialprofessors Otto Lorenz gebildet. Eltern, die ihre Kinder bereits an einem anderen Gymnasium angemeldet hatten, waren gebeten worden, sie an der neuen Schule anzumelden. Während des ersten Schuljahres befanden sich im Schulhaus auch vorübergehend acht Volksschulklassen und 13 Klassenzimmer wurden von der Sigena-Oberrealschule genutzt.

## Gebäude
Das heute denkmalgeschützte Gebäude des Gibitzenhofschulhauses von 1882 diente zunächst als Gemeindeschulhaus und wurde im Jahr 1905 fertig gestellt, nachdem 1901/02 An- und Erweiterungsbauten erfolgten. Während des Ersten Weltkrieges diente das Schulhaus für kurze Zeit als militärisches Massenquartier. In der Weimarer Republik wurde die Beleuchtung modernisiert und ein Jugendhort angegliedert. Im Zweiten Weltkrieg wurde das Gebäude, ebenso wie andere Schulen als Kaserne oder Lazarett genutzt und der Unterricht erfolgte im Schichtbetrieb. 1944 erlitt das Haus bei Luftangriffen leichte Beschädigungen, aber 1945 wurde der Nordwestteil nahezu vollständig zerstört. Wegen der Zerstörungen wurden die Schüler 1945 bei der Wiederaufnahme des Unterrichts an das teilweise benutzbare Gebäude der Herschelschule verwiesen. Erst 1957 wurde  die Renovierung des Schulhauses für die geplante Einrichtung des neuen Gymnasiums beendet. Da zur vollständigen Errichtung eines neuen Gymnasiums jedoch weitere Räumlichkeiten benötigt wurden, reichte das Referat IV am 26. Oktober 1968 einen Bauantrag zur Erweiterung der Turnhalle und Errichtung eines Nord- und Südflügels ein. Diesem wurde am 24. Juni 1970 seitens des Organisationsamtes zugestimmt, sodass im Jahr 1973 die Fertigstellung erfolgte.

## Namensgebung
Die in der Ausgabe des Bayerischen Staatsanzeigers vom 12. Juli 1968 zu lesende Bezeichnung Gymnasium Nürnberg (Gibitzenhofstraße) für die neue Schule stieß bei der Lehrer-, Schüler- sowie Elternschaft auf wenig Zuspruch. So gründete sich eine Initiative, die sich auf die Suche nach einem Namenspatron machte, der ein großer Nürnberger Wissenschaftler, der mit der südlichen Stadtentwicklung in Verbindung steht, sein sollte. Neben den noch in der engeren Auswahl stehenden Georg Philipp Harsdörffer und Regiomontanus, entschied man sich nicht zuletzt auf Grund der ebenso bekannten Caritas Pirckheimer für Willibald Pirckheimer als Namensgeber. Dem Antrag der Schule auf die Führung des Namens Pirckheimer-Gymnasium Nürnberg wurde seitens des Bayerischen Staatsministerium für Unterricht und Kultus am 5. Dezember 1970 stattgegeben.

## Schulleiter
- 1968–1980: Otto Lorenz[7]
- 1980–1999: Gerhard Gunst[7]
- 1999–2005: Joachim Leisgang[7]
- 2005–2015: Wilfried Büttner[7]
- 2015–2025: Benedikt Mehl[7]
- seit 2025: Matthias Zeidler[8]

## Bekannte Schüler
- Julia Kempken (* 1960), künstlerische Leiterin des Theaters rote Bühne
- Ulrich Schmitzer (* 1960), Altphilologe
- Oliver Tissot (* 1963), Kabarettist und Soziologe
- Michael Fuchs (* 1970), Fußballspieler und Torwarttrainer
- Gymmick (bürgerlich Tobias Hacker, * 1973), Cartoonist, Liedermacher und Schauspieler[9]
- Fabian Quoss (* 1982), Pokerspieler[10]